# Revive Adserver
Revive Adserver - це рекламний сервер з відкритим кодом під GNU ліцензією. Сервер має вбудований інтерфейс для керування рекламними банерами, а також система для збори статистики. Часто викристовується як плагін на різних веб хостинг платформах.
Програмне забезпечення дозволяє адміністраторам веб сайтів переводити банери з внутрішніх рекламних компаній до зовнішніх, а також до сторонніх платних ресурсів, таких як Google AdSense
Програмний код сервера відкритий і знаходиться на github